# Angelos Basinas
Angelos Basinas (în greacă Άγγελος Μπασινάς, n. 3 ianuarie 1976 în Chalkida, Grecia) este un fost fotbalist grec care a jucat pe postul de mijlocaș defensiv. A mai fost folosit ca mijlocaș central și fundaș central. A făcut parte din echipa națională a Greciei care a câștigat Campionatul European din 2004. El i-a dat lui Angelos Charisteas o pasă cu capul care a dus la marcarea golului câștigător în finala Euro 2004 împotriva Portugaliei.

## Cariera la club

### Panathinaikos
Basinas și-a început cariera la echipa greacă Panathinaikos, alături de care a câștigat campionatul și Cupa Greciei în 2004. Din cauza unor neînțelegeri privind salariul, lui Basinas i-a fost reziliat contractul pe 21 septembrie 2005, după zece sezoane în care a acumulat peste 150 de meciuri și în care a reușit să marcheze multe goluri importante atât în competițiile interne, cât și în competițiile europene, cu 26 de goluri în 153 de meciuri.

### Mallorca
În 2006, Basinas a semnat un contract cu Mallorca, preferând să părăsească Grecia și să se alăture echipei din prima divizie spaniolă, cu echipa reușind în primul sezon să se salveze de la retrogradare, iar în al doilea să termine pe locul al șaptelea, la un punct de o pozișia care asigura calificarea într-o cupă europeană. 

### AEK Atena
La 31 iulie 2008 a semnat un contract pe 3 ani cu un salariu anual de 1,4 milioane de euro cu AEK Atena.

### Portsmouth
La 2 februarie 2009, Portsmouth a confirmat semnarea unui contract cu Basinas pe o perioadă de optsprezece luni. A debutat pentru Portsmouth pe 7 februarie 2009 împotriva lui Liverpool . La doar câteva ore după debutul său, managerul Tony Adams, care l-a adus pe Basinas, a fost dat afară de club și înlocuit de Paul Hart. Sub noul antrenor, Basinas a jucat doar 3 meciuri pentru Portsmouth. În ciuda puținelor minute de joc primite în primul său sezon la Portsmouth, Basinas a declarat că dorește să rămână la club. Când Avram Grant a devenit antrenorul clubului, Basinas a continuat să fie bine privit în rândul fanilor Portsmouth, care într-un sondaj de pe 23 ianuarie 2010, 77% dintre aceștia considerau că „Basinas este creativ și trebuie să joace”, în timp ce doar 2% cred că ar trebui să părăsească clubul. Cu Portsmouth, Angelos Basinas a ajuns în finala Cupei FA din 2010 împotriva lui Chelsea . 